# Loma el Guayacán
Loma el Guayacán är en ort i Mexiko.   Den ligger i kommunen Churumuco och delstaten Michoacán de Ocampo, i den södra delen av landet, 290 km väster om huvudstaden Mexico City. Loma el Guayacán ligger 183 meter över havet och antalet invånare är 405. Den ligger vid sjön Presa Adolfo López Mateos.
Terrängen runt Loma el Guayacán är kuperad norrut, men söderut är den platt. Runt Loma el Guayacán är det glesbefolkat, med 15 invånare per kvadratkilometer. Närmaste större samhälle är Churumuco de Morelos, 12,1 km öster om Loma el Guayacán. Trakten runt Loma el Guayacán består till största delen av jordbruksmark.